# 리우 카니발

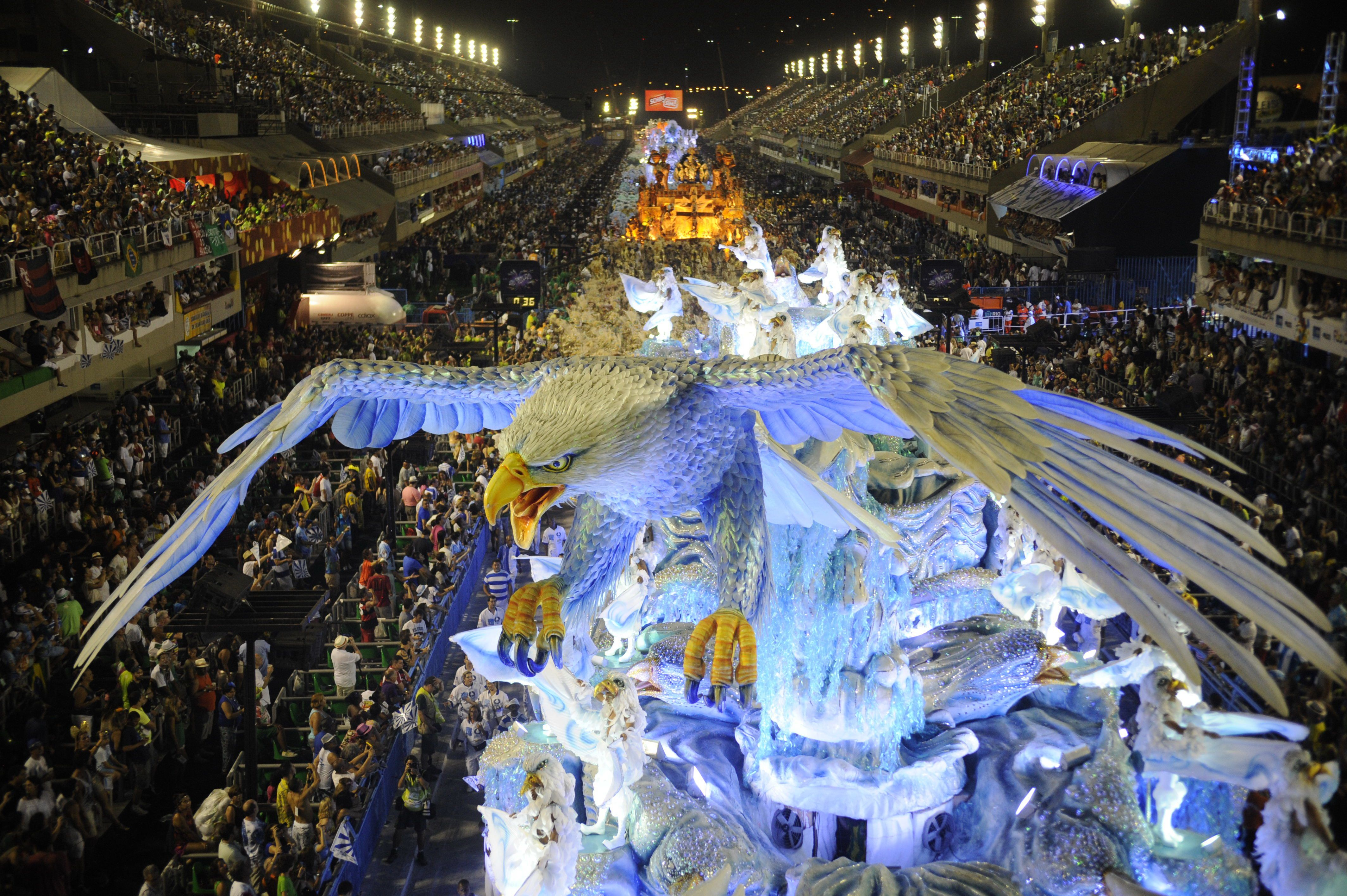
리우 카니발에서 퍼레이드하는 삼바 학교 모시다데

히우지자네이루 사육제(포르투갈어: Carnaval do Rio de Janeiro), 통칭 리우 카니발(영어: Rio Carnival)은 남아메리카를 대표하는 축제 중에 하나로서, 브라질의 리우데자네이루에서 열리는 삼바 축제다. 독일의 옥토버페스트, 일본의 삿포로 눈축제와 함께 세계 3대 축제 중 하나로 손꼽히고 있으며, 축제 기간은 금욕기간인 사순절을 앞둔 매년 2월 말부터, 3월 초까지인 여름에 4~5일 동안 개최된다.

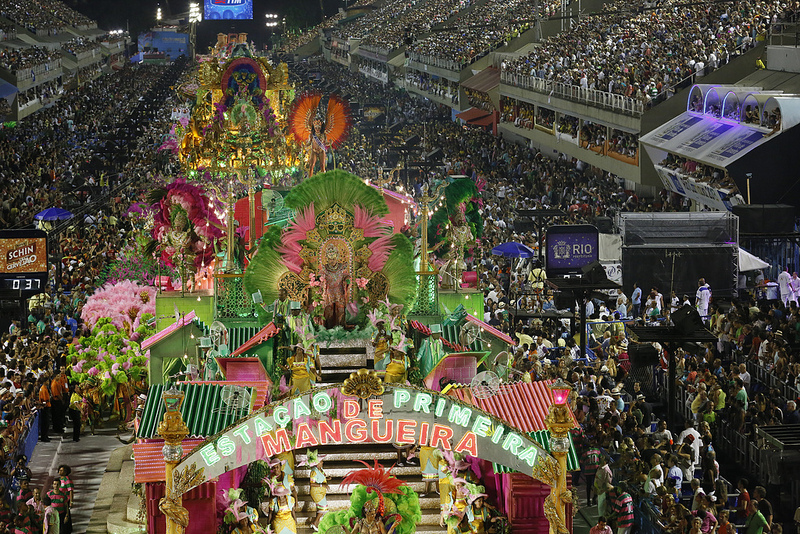
2013년 삼바드로메에서 퍼레이드하는 삼바 학교

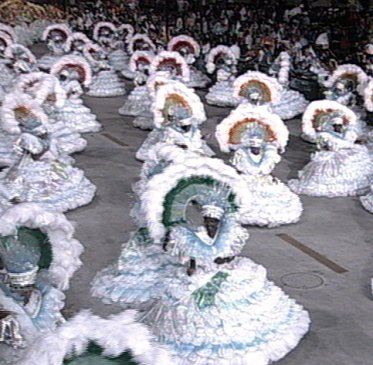
2005년 카니발의 댄서들

리우 카니발(Rio Carnival)
| 축제명   | 리우 카니발                            |
| 축제국가 | 브라질                                 |
| 축제기간 | 사순절 직전. 2월 말 ~ 3월 초의 4~5일간 |
| 축제장소 | 리우데자네이루 삼바드로메 거리         |

## 브라질의 카니발
카니발이란 축제는 브라질 리우데자네이루, 상파울루, 사우바도르, 헤시피 중심으로 열리는데 리우 카니발이 가장 성대하기 때문에 '리우카니발'이 대표적인 카니발 축제라고 볼 수 있다.

## 축제의 규모
매년 리우카니발 축제 기간에, 전 세계에서 6만여명의 관광객이 찾아오고, 브라질의 국내 관광객도 약 25만명에 이른다. 6만여명이라는 숫자는 브라질을 찾는 전체 관광객 중 1/3이며, 이렇게 리우카니발 시기에 맞춰 전체 관광객의 1/3이 여행을 오는 것으로 보아 리우카니발이 얼마나 큰 축제인지 알 수 있다

## 축제의 유래

### 카니발의 유래
카니발은 유럽이나 남북아메리카, 가톨릭권의 도시에서 매년 경축되는 사순절 전의 마지막 요란스런 의식을 부리는 것을 말한다. 카니발의 어원은 라틴어인 'Carnelevamen'(뜻: 살코기를 끊는다)인데, 카니발은 곧 다가오는 사순절이라는 금육 기간에 앞서 영양을 보충하기 위해 마음껏 먹고 마시자는 취지에서 시작된 축제이다.

### 리우카니발의 유래
리우카니발은 포르투갈에서 브라질로 건너온 사람들의 사순절 축제에 아프리카 노예들의 전통 타악기 연주와 춤이 합쳐져서 생겨났다. 처음에는 사탕수수 경작을 위해 아프리카에서 끌려온 흑인 노예들이 힘든 노동을 끝내고, 고향에서 즐겼던 노래와 춤을 추며 고통과 향수를 달랬던 것에서 시작을 했다. 이것이 점차 발전하여 20세기 초에 지금과 같은 형식의 카니발이 완성되었다. 그러나 1930년대 초반까지는 일반적인 거리축제에 지나지 않았다. 이후에 삼바학교들이 설립되고, 학교별 퍼레이드가 시작되며 지금과 같은 규모의 축제로 발전하였다.

### 삼바와 삼바스쿨
리우카니발 축제는 삼바축제라고도 사람들에게 많이 알려져 있다. 그만큼 카니발에서 삼바가 차지하는 비중은 매우 크다. 삼바스쿨은 카니발 축제를 준비하기 위해 설립된 학교다. 1928년 리우데자네이루의 흑인 빈민가 에스타시오데사에 최초로 설립이 되었다. 그 이후로 많은 학교들이 생겨, 매년 리우카니발 축제에서 퍼레이드를 준비하여 서로 경쟁한다. 이렇게 리우카니발의 핵심은 삼바 퍼레이드이기 때문에, 리우데자네이루 시청에서는 주요 삼바학교에 보조금을 지급하기도 한다.

## 삼바 퍼레이드
삼바 퍼레이드야말로 리우카니발 축제의 진미(眞味)다. 각 삼바스쿨에서 주제를 정해 1년간 퍼레이드를 위한 삼바를 연습한다. 삼바 퍼레이드는 삼바드로메(포르투갈어로는 삼보드로모)라는 거리에서 이루어지는데, 수용인원은 약 6만명이다. 삼바 퍼레이드는 하루만 하는 것이 아닌 축제기간 내내 일정 시간을 정해 여러 삼바스쿨이 퍼레이드를 진행하게 된다. 그 중에서도 가장 뛰어난 삼바 단체들은 따로 모아서 공연을 하는데, 그 퍼레이드는 다른 퍼레이드보다 훨씬 화려하다.

## 같이 보기
- 도쿄 아사쿠사 삼바 카니발(일본어판) - 일본 최대의 삼바축제이며 현재, 브라질에는 200만명 이상의 일본계 브라질인들이 살고 있으며 일본내에도 역이민 온 재일브라질인들이 20만여명이 거주하고 있어 직간접적인 문화교류가 타아시아 국가들보다 많았다